# Natalie Coughlin
Natalie Coughlin (Vallejo, Kalifornija, 23. kolovoza 1982.) je američka plivačica.
Višestruka je olimpijska pobjednica i svjetska prvakinja u plivanju.